# Свечковка (Черкасская область)
Све́чковка (укр. Свічківка) — село в Драбовском районе Черкасской области Украины.

## История
В июле 1995 года Кабинет министров Украины утвердил решение о приватизации находившегося здесь совхоза.
Население по переписи 2001 года составляло 501 человек.

## Местный совет
19825, Черкасская обл., Драбовский р-н, с. Свечковка, ул. Молодёжная, 35